# Cachoeira de Goiás
| \| Cachoeira de Goiás \|    |
| Lage der Ortschaft in Goiás |
| Cachoeira de Goiás          |

| Cachoeira de Goiás |

Cachoeira de Goiás, amtlich portugiesisch Município de Cachoeira de Goiás, ist eine brasilianische politische Gemeinde im Bundesstaat Goiás in der Mesoregion Zentral-Goiás und in der Mikroregion Iporá. Sie liegt westsüdwestlich der brasilianischen Hauptstadt Brasília und von Goiânia, der Hauptstadt des Bundesstaates.
Zur Gemeinde Cachoeira de Goiás gehört auch die Ortschaft Petrolândia.

## Geographische Lage
Cachoeira de Goiás grenzt
- im Norden an die Gemeinde Moiporá
- im Osten an Aurilândia
- im Süden an Paraúna
- im Westen an Ivolândia
- im Nordwesten an Montes Claros de Goiás